# Xuất bản điện tử
Xuất bản điện tử (tiếng Anh: electronic publishing, viết tắt là e-publishing; cũng được gọi là digital publishing hoặc online publishing) là việc sử dụng các thiết bị kỹ thuật số trong hoạt động xuất bản. Sản phẩm của xuất bản điện tử là sách điện tử, báo điện tử, các thư viện số và các bảng giới thiệu (catalogue). Để có thể sử dụng các sản phẩm của xuất bản điện tử, đọc giả cần phải sử dụng các thiết bị điện tử như: Iphone, Ipad, Máy đọc sách điện tử, Smartphone, Tablet.

## Giới thiệu
Xuất bản điện tử đã trở nên phổ biến với đa dạng thể loại khác nhau, đặc biệt đối với các xuất bản phẩm về khoa học. Việc phân phối sách, tạp chí và báo cho người tiêu dùng thông qua các thiết bị đọc máy tính bảng, một thị trường đang tăng lên hàng triệu người mỗi năm, được tạo ra bởi các nhà cung cấp trực tuyến như nhà sách iTunes của Apple, nhà sách Amazon cho Kindle và nhà sách cho Google Play.
Xuất bản điện tử được phân phối và liên kết chặt chẽ thông qua mạng lưới Internet, tuy nhiên, vẫn có nhiều xuất bản phẩm điện tử phi mạng lưới như bách khoa toàn thư trên CD và DVD, cũng như các xuất bản phẩm tham khảo chỉ cần dựa trên thiết bị di động của người dùng mà không cần truy cập mạng tốc độ cao và đáng tin cậy tới một mạng lưới. Xuất bản điện tử cũng đang được sử dụng trong lĩnh vực luyện thi ở các nền kinh tế phát triển cũng như đang phát triển cho hệ thống giáo dục (thay thế một phần sách thông thường). Đặc biệt, việc sử dụng xuất bản điện tử cho sách giáo khoa đã trở nên phổ biến hơn với Apple Books từ Apple Inc. và cuộc đàm phán của Apple với ba nhà cung cấp sách giáo khoa lớn nhất ở Hoa Kỳ.
Xuất bản điện tử cũng ngày càng phổ biến trong các tác phẩm viễn tưởng. Các nhà xuất bản điện tử có thể đáp ứng nhanh chóng với nhu cầu thị trường thay đổi, bởi vì các công ty không phải đặt hàng sách in và phân phối chúng. Xuất bản điện tử cũng đang cung cấp nhiều loại sách hơn, bao gồm cả những cuốn sách mà khách hàng sẽ không tìm thấy trong các nhà bán lẻ sách tiêu chuẩn, do không đủ nhu cầu cho một quy trình xuất bản truyền thống. Xuất bản điện tử đang cho phép các tác giả mới phát hành những cuốn sách có khả năng không sinh lãi cho các nhà xuất bản truyền thống. Mặc dù thuật ngữ "xuất bản điện tử" chủ yếu được sử dụng trong những năm 2010 để chỉ các nhà xuất bản trực tuyến và dựa trên web, thuật ngữ này còn được sử dụng để mô tả sự phát triển của các hình thức sản xuất, phân phối và tương tác người dùng mới liên quan đến máy tính sản xuất dựa trên văn bản và phương tiện tương tác khác.

## Lịch sử hình thành

### Số hóa
Năm 1971, Michael S. Hart.- một sinh viên của trường Đại học Illinois, Mỹ quyết định ra mắt dự án Gutenberg (tiếng Anh là Project Gutenberg, viết tắt là PG). Dự án này nhằm mục đích giúp mọi người có cách tiếp cận dễ dàng hơn với văn học thông qua internet. Sau một khoảng thời gian phát triển, vào năm 1989, Michael S. Hart và một số tình nguyện viên chỉ sao chép thủ công được 10 văn bản vào trong máy tính. Tuy nhiên, với sự xuất hiện của Web 1.0 vào năm 1991 và khả năng liên kết các tài liệu thông qua các trang tĩnh, dự án này nhanh chóng tiến triển. Ngày càng có nhiều tình nguyện viên giúp đỡ để phát triển dự án này bằng cách cho phép họ truy cập hoàn toàn miễn phí vào nhiều sách có giá trị.
Vào những năm 1970, CNRS đã số hóa được 1000 quyển sách với đa dạng chủ đề, phần lớn là văn học, tâm lý và khoa học, với mục đích xây dựng nền tảng cho một cuốn từ điển lớn kể từ những năm 1180, với tên gọi là Trésor de la langue Française. Nền tảng của các văn bản điện tử này, được đặt tên là Frantext, lần đầu tiên được xuất bản trên CD dưới cái tên Discotext, và sau đó được xuất bản trên web vào năm 1998. Frantext phát triển rất nhanh, đến năm 2016 họ đã đăng ký được 4 516 văn bản

### Nhân rộng mô hình số hóa
Năm 1974, Raymond Kurzwei đã phát triển ra một chiếc máy quét được cài đặt phần mềm Omnifont, cho phép việc nhận đăng ký tự quang học đối với các tài liệu liên quan đến con số. Kể từ đó, những dự án liên quan đến số hóa có triển vọng thành công lớn hơn do nhu cầu số hóa gia tăng đáng kể, đặc biệt là những dự án liên quan đến thư viện kỹ thuật số. Vào thời điểm đó, trên thế giới cũng bắt đầu xuất hiện các thư viện điện tử.
ABU (Association des Bibliophiles Universels) là một dự án thư viện kỹ thuật số công cộng được thành lập bởi Cnam vào năm 1993. Đây là thư viện kỹ thuật số đầu tiên của Pháp, tuy nhiên kể từ năm 2002, thư viện bị tạm dừng hoạt động do đã sao chép hơn 100 văn bản đã có sẵn trên thị trường.
Năm 1992, Bibliothèque nationale de France đã giới thiệu một chương trình số hóa khổng lồ. Chủ tịch François Mitterrand đã ấp ủ chương trình này kể từ năm 1988 với mong muốn tạo ra một thư viện kỹ thuật số hoàn toàn đổi mới, và nó đã được ra mắt vào năm 1997 với tên gọi Gallica. Năm 2014, thư viện kỹ thuật số đã chứa đựng 80255 quyển sách điện tử và hơn 1000000 tài liệu, bao gồm cả bản đã in và chưa in.
Năm 2003, Wikisource được ra mắt, dự án này đã thúc đẩy sự hình thành của một thư viện kỹ thuật số đa ngôn ngữ, nhằm giúp hỗ trợ cho dự án Wikipedia. Ban đầu nó có tên là "Dự án Sourceberg", như một cách chơi chữ để nhắc nhớ đến Dự án Gutenberg. Được sự hỗ trợ từ Wikimedia Foundation, Wikisource đề xuất nhiều văn bản kỹ thuật số đã được sự kiểm chứng bởi các tình nguyện viên.
Tháng 12 năm 2004, Google thành lập Google Books, một dự án nhằm số hóa tất cả các cuốn sách có sẵn trên toàn thế giới (hơn 130 triệu cuốn) để dễ dàng truy cập trực tuyến. 10 năm sau đó, nền tảng này đã chứa đựng 25000000 cuốn sách, từ hơn 100 quốc gia và 400 ngôn ngữ. Điều này hoàn toàn có thể giải thích được vì vào khoảng thời gian ấy, những chiếc máy quét robot đã có thể số hóa khoảng 6000 cuốn sách trong một giờ.
Năm 2008, phiên bản đầu tiên của Europeana được giới thiệu, đến năm 2010, dự án này đã cho phép truy cập vào hơn 10000000 các đối tượng đã được số hóa. Thư viện Europeana là một catalog của người châu Âu, nơi cung cấp các thẻ chỉ số trên hàng triệu đối tượng kỹ thuật số và liên kết với các thư viện kỹ thuật số của họ. Cũng trong năm đó, HathiTrust được thành lập nhằm đặt tất cả nội dung của nhiều thư viện số của các trường đại học từ Mỹ và Châu Âu, tương tự như Google Books and Internet Archive. Năm 2016, hơn 6000000 người dùng đã sử dụng Hathi Trust.

### Xuất bản điện tử
Những dự án số hóa đầu tiên bắt đầu bằng việc chuyển nội dung vật lý sang nội dung số. Xuất bản điện tử đang hướng đến việc tích hợp toàn bộ quá trình sản xuất và xuất bản trên nền tảng kỹ thuật số.
Theo lời Alain Mille, trong cuốn sách Pratiques de l'édition numérique (do Michael E. Sinatra và Marcello Vitali-Rosati biên tập), cho rằng sự khởi đầu của Internet và Web là nhân tố cốt lõi của xuất bản điện tử, vì chúng đã tạo ra những thay đổi lớn trong mô hình sản xuất và lan truyền thông tin. Internet có ảnh hưởng trực tiếp đến hoạt động xuất bản, cho phép người sản xuất và người dùng có những thay đổi mạnh trong hoạt động xuất bản truyền thống.
Xuất bản truyền thống đã được cách mạng hóa bởi một phần mềm xuất bản trên máy tính để bàn vào những năm 1980, và bởi các cơ sở dữ liệu được tạo cho bách khoa toàn thư và thư mục. Thời điểm này cũng chứng kiến sự phát triển nhanh chóng của đa phương tiện (Multimedia), kết hợp giữa sách, đặc điểm nghe nhìn và khoa học máy tính. Sự xuất hiện của CD và DVD đã cho phép hình dung trực quan về từ điển và bách khoa toàn thư trên máy tính.
Sự xuất hiện và dân chủ hóa của Internet đang dần tạo ra nhiều cơ hội thuận lợi cho các nhà xuất bản nhỏ xuất bản sách trực tuyến. Một số trang web như Amazon, cho phép người dùng của họ mua sách điện tử. Hơn nữa, người dùng Internet dễ dàng  tìm thấy nhiều nền tảng giáo dục (miễn phí hoặc trả phí), các trang web bách khoa như Wikipedia và thậm chí các nền tảng tạp chí kỹ thuật số và dễ dàng truy cập thông qua các nền tảng kỹ thuật số, đặc biệt  là các thiết bị cá nhân như: Iphone, Ipad, Kindle, Nook, Smartphone, Smartpad. Sách điện tử đã và đang có những tác động lớn đến hoạt động kinh doanh của những nhà xuất bản, đòi hỏi sự thích nghi, số hóa các hoạt động để có thể theo kịp xu hướng của kỷ số.

### Phiên bản trực tuyến
Sự ra đời của Web 2.0 đã  trao quyền nhiều hơn cho người dùng và tạo nên môi trường liên kết chặt chẽ các cá nhân với nhau.
Giai đoạn này chứng kiến sự phát triển mạnh mẽ của nền tảng web, các website đã có khả năng cung cấp các thông tin một các linh hoạt, người dùng có thể đọc và gửi dữ liệu ở nhiều nơi và đặc biệt họ có thể hoạt động mọi lúc, mọi nơi trên nhiều nền tảng như PC, mobile.... Người dùng cũng có thể sáng tạo nội dung và chia sẻ với người khác thông qua các phương tiện truyền thông xã hội như: Wiki, Blog, mạng xã hội,...

## Quy trình xuất bản điện tử
Quy trình xuất bản điện tử tuân theo một số khía cạnh của quy trình xuất bản trên giấy truyền thống nhưng khác với xuất bản truyền thống theo hai cách: không bao gồm sử dụng máy in để in sản phẩm cuối cùng và không phân phối sản phẩm vật lý như sách giấy, tạp chí giấy, hoặc báo giấy. Các nhà xuất bản sử dụng một phần mềm xuất bản để xuất bản thành tệp EPUB - một tiêu chuẩn mở cho sách điện tử. Ngoài ra, phần mềm xuất bản cũng có thể xuất bản lên các kênh khác như Web hoặc các thiết bị di động. Đầu ra cho định dạng EPUB khá đơn giản, tuy nhiên, khi đem vào thử nghiệm trên nhiều thiết bị khác nhau thì cho thấy một số vấn đề về mặt hiển thị và giới hạn khả năng sử dụng. Do đó, một số nhà xuất bản đã chọn sử dụng XML (ngôn ngữ đánh dấu mở rộng) trong quy trình xuất bản của họ. XML là một bộ quy tắc để mã hóa tài liệu, giúp chuyển đổi nội dung trong quy trình làm việc của nhà xuất bản để họ có thể tạo nội dung cho nhiều kênh và dễ dàng sử dụng lại nội dung đó.
Người dùng có thể đọc nội dung được xuất bản trực tuyến trên một trang web trực tuyến, trên một ứng dụng trên thiết bị máy tính bảng hoặc một tài liệu PDF được lưu về trên máy tính cá nhân. Một số người dùng trực tiếp tải nội dung kỹ thuật số về thiết bị cho phép họ đọc nội dung ngay cả khi thiết bị của họ không được kết nối với Internet.
Xuất bản điện tử yêu cầu sử dụng loại ngôn ngữ đánh dấu là chính yếu (Ngôn ngữ siêu vi sử dụng trong quá trình biên tập các website, phần mềm) để có thể phân phối nội dung điện tử đến người dùng. Vì vậy, vai trò của người chỉnh sửa và người thiết kế nội dung cũng khác so với phương pháp in ấn và xuất bản truyền thống. Người thiết kế nội dung được xuất bản kỹ thuật số phải có kiến thức vững chắc về ngôn ngữ đánh dấu, sự đa dạng của các thiết bị đọc và máy tính có sẵn và cách người tiêu dùng đọc, xem hoặc truy cập nội dung. Tuy nhiên, trong những năm của thế kỷ 21, phần mềm thiết kế thân thiện với người dùng mới đã sẵn sàng để các nhà thiết kế xuất bản nội dung theo tiêu chuẩn này mà không cần phải biết các kỹ thuật lập trình chi tiết, chẳng hạn như Bộ xuất bản kỹ thuật số của Adobe Systems và Tác giả iBooks của Apple.

## Bản quyền
Xuất bản điện tử thường liên quan đến nhiều hơn một tác giả và nguồn tài liệu khác nhau, các tác phẩm sẽ rất dễ dàng được tiếp cận bởi công chúng vì chúng được xuất bản trực tuyến. Đồng thời, sự sẵn có của tài liệu được công bố trực tuyến mở ra nhiều cánh cửa cho đạo văn, sử dụng trái phép hoặc tái sử dụng tài liệu. Nhận thức được xu thế tất yếu của hình thức xuất bản điện tử, Đảng và Nhà nước ta đã có chủ trương, định hướng để tạo điều kiện cho loại hình xuất bản này phát triển, đồng thời có những chính sách để bảo vệ bản quyền. Ngay từ Chỉ thị 42- CT /TW ngày 25/8/2004 của Ban Bí thư TW Đảng về nâng cao chất lượng toàn diện của hoạt động xuất bản đề cập đến một số định hướng và giải pháp, trong đó yêu cầu phải đổi mới, nâng cấp và từng bước hiện đại hóa cơ sở vật chất – kỹ thuật và công nghệ xuất bản...; áp dụng công nghệ thông tin để hiện đại hóa quy trình biên tập và thực hiện quản lý xuất bản phẩm theo tiêu chuẩn quốc tế. Nghiên cứu thí điểm xuất bản sách điện tử, trung tâm thông tin về sách; Bổ sung các quy định pháp lý, chính sách để các nhà xuất bản chủ động tham gia quá trình hội nhập quốc tế, đặc biệt đối với vấn đề bản quyền, sở hữu trí tuệ và xuất bản điện tử, ... Bên cạnh đó, Nhà nước ta đã ban hành nhiều văn bản pháp luật nhằm hướng dẫn và quản lý chặt chẽ hoạt động xuất bản điện tử như Điều 25 Luật Xuất bản 2004, Điều 11b Nghị định số 11/ 2009 / NĐ – CP và các điều từ Điều 45 đến Điều 51 Luật Xuất bản 2012.

## Các mô hình xuất bản điện tử

### Xuất bản điện tử thương mại
Chức năng của xuất bản điện tử thương mại giống như xuất bản truyền thống. Nội dung xuất bản cần được chấp nhận trên cơ sở chất lượng và thị trường. Quy trình thực hiện tương tự như một nhà xuất bản truyền thống: đánh giá, chỉnh sửa và đọc kiểm trước khi xuất bản, tuy nhiên, nhà xuất bản điện tử thương mại thường nhận được ít hơn mười phần trăm so với hoa hồng của xuất bản truyền thống. Đồng thời, các tác giả sẽ không phải trả phí xuất bản, nhưng nhận tiền bản quyền cho tác phẩm của mình. Các nhà xuất bản điện tử thương mại thường bán sách của họ thông qua trang web của riêng họ, cũng như thông qua các trang thương mại điện tử hoặc các nhà sách điện tử khác. Một số phiên bản sản xuất cho độc giả sử dụng thiết điện tử cầm tay hay các thiết bị có định dạng tiêu chuẩn. Một số nhà xuất bản còn cung cấp cả phiên bản tải xuống cho các thiết bị điện tử, đĩa hoặc CD-ROM, và một số cũng cung cấp dịch vụ in theo yêu cầu. Hầu hết cung cấp như vậy dịch vụ như lấy số ISBN, đăng ký bản quyền.

### Nhà xuất bản điện tử hỗ trợ
Mô hình này xuất hiện với điều kiện tác giả trả tiền trợ cấp để được xuất bản tác phẩm. Nhà xuất bản điện tử hỗ trợ, tương tự như các đối tác in ấn truyền thống, sản xuất và phân phối sách với một mức phí nhất định cho mỗi bản thảo. Các tác giả nhận được tiền bản quyền, thường tương đương với tiền được cung cấp bởi nhà xuất bản điện tử thương mại. Nhiều nhà xuất bản trợ cấp có một loạt các khoản phí bổ sung - chẳng hạn như các khoản phí để định dạng sách nếu tác giả chưa làm, chi phí cho minh họa, thiết kế bìa, chỉnh sửa, đăng ký bản quyền,.. Giống như xuất bản phẩm điện tử được xuất bản thương mại, sản phẩm của mô hình này có sẵn thông qua hầu hết các hiệu sách trực tuyến. Tuy nhiên, độc giả ít có khả năng có sẵn để tải xuống, và rất hiếm khi được tìm thấy trong nhà sách truyền thống. Vì các nhà xuất bản này có mã số riêng cho mỗi đơn đặt hàng từ bất kỳ hiệu sách nào. Một hình thức xuất bản hỗ trợ ngày càng trở nên phổ biến là xuất bản theo yêu cầu (POD).

### Nhà phân phối xuất bản phẩm điện tử
Một mô hình xuất bản điện tử khác là khi nhà xuất bản chấp nhận bản thảo điện tử đã được định dạng bởi tác giả, và cung cấp cho một cửa hàng sách bất kỳ. Nhà xuất bản này chỉ được gọi là nhà phân phối xuất bản phẩm điện tử, vì không tham gia vào việc chỉnh sửa, thiết kế hoặc sản xuất tài liệu. Đối với mô hình này, tác giả thường có thể đặt giá cho tác phẩm của mình (mặc dù nhà phân phối có thể có mức tối thiểu giới hạn giá), do đó nhà phân phối xuất bản phẩm điện tử sẽ phải trả cho tác giả một tỷ lệ phần trăm tiền bản quyền mà không tính thêm chi phí nào cho việc xuất bản.

### Tự xuất bản điện tử
Tự xuất bản điện tử là một quá trình trong đó tác giả hoàn toàn chịu trách nhiệm sản xuất cuốn sách của riêng mình, từ phát triển đến xuất bản và tiếp thị. Trong tự xuất bản, tác giả định dạng văn bản (hoặc sắp xếp cho định dạng) và chịu trách nhiệm lấy mã số và bản quyền đăng ký. Một cuốn sách điện tử tự xuất bản sẽ được đăng hoặc bán thông qua trang web riêng của tác giả thay vì của nhà xuất bản, tức là một tác giả điện tử tự xuất bản thường thực hiện phần lớn tiếp thị qua web của riêng mình. Một tác giả tự xuất bản nhận được tất cả các khoản thu từ bán sách, thay vào đó hơn một tỷ lệ phần trăm doanh thu dưới dạng tiền bản quyền. Tự xuất bản là một lựa chọn khả thi cho nhiều người, vì có quyền kiểm soát hoàn toàn trong suốt quá trình xuất bản. Hầu hết các tác giả điện tử tự xuất bản xuất bản tài liệu bằng PDF hoặc định dạng HTML. Sự khác biệt lớn nhất giữa xuất bản hỗ trợ và tự xuất bản chính là quyền sở hữu. Nhà tự xuất bản sở hữu tất cả các quyền đối với sản phẩm; không có quyền được cấp phép cho nhà xuất bản khác. Đồng thời, nắm quyền kiểm soát hoàn toàn đối với xuất bản phẩm, như bìa, thiết kế, quá trình tiếp thị, giá và nhận được hoàn toàn doanh thu bán hàng của xuất bản phẩm đó.

## Ưu điểm và nhược điểm của xuất bản điện tử[21]

### Ưu điểm
- Truy xuất nhanh chóng và dễ dàng: Có một số lượng lớn các công cụ tìm kiếm có sẵn để truy cập và truy xuất các bài viết thích hợp. Hầu hết các nhà xuất bản điện tử đang cung cấp từ khóa, tìm kiếm tác giả, thuật ngữ làm giảm vai trò của việc lập chỉ mục và trừu tượng hóa bổ sung.
- Cải thiện việc truy cập: Người dùng dễ dàng truy cập thông tin thông qua các công cụ tìm kiếm điện tử với nội dung đa dạng.
- Bình duyệt công khai: cả đọc giả và tác giả đều có quyền đưa ra ý kiến, phản hồi và đánh giá.
- Liên kết siêu văn bản và siêu liên kết: Liên kết với thông tin điện tử khác, nhờ thế các sản phẩm của xuất bản điện tử được phân phối rộng khắp toàn cầu.
- Tích hợp đa phương tiện: Trình bày các kết quả nghiên cứu và các dạng dữ liệu và thông tin khác bằng nhiều dạng như:  âm thanh, phim ảnh và mô phỏng
- Bỏ qua quá trình xử lý giấy, lưu trữ giúp tiết kiệm chi phí và giảm nguy cơ thiệt hại và tổn thất cho nhà xuất bản.
- Khả năng quản lý: Thông tin điện tử có thể dễ dàng được quản lý để được quản lý bằng cách thêm dấu trang và ghi chú cá nhân vào trang web hoặc bằng cách tải xuống các tệp hoặc cơ sở dữ liệu riêng tư để sao chép và chỉnh sửa.
- Duy trì việc cập nhật thông tin: Dữ liệu có khả năng cập nhật để người dùng có thể sử dụng phiên bản được xuất bản mới nhất.

### Nhược điểm
- Độc giả khi truy cập các ấn phẩm được xuất bản điện tử phải thông qua dịch vụ internet, dễ mắc các lỗi về đường truyền mạng, tốc độ tải cũng như dung lượng quá lớn so với các thiết bị điện tử họ đang sử dụng. Độc giả không có cácE thiết bị điện tử để truy cập đường link sẽ không đọc được những ấn phẩm được xuất bản điện tử.
- Ấn phẩm điện tử và bài báo có những trích dẫn không cố định, dễ hỏng, có thể thay đổi URL hoặc biến mất khỏi không gian mạng.
- Chi phí ban đầu cao: đòi hỏi nhà xuất bản phải mất nhiều chi phí để đầu tư cho công nghệ khi bắt đầu hoạt động xuất bản điện tử.
- Khả năng đọc: các tác phẩm điện tử có thể mất một chút thời gian để thấm vào nhãn người đọc chủ yếu do vấn đề hiển thị hình ảnh trang thuận tiện trên màn hình máy tính. Khi tiếp xúc quá lâu với các máy đọc sách điện tử có thể gây ra một số vấn đề về sức khỏe đặc biệt là mắt cho người đọc.
- Sự chậm trễ trong việc phát hành: Trong nhiều trường hợp, khi ấn phẩm được phát hành ở cả dạng in và điện tử, phiên bản điện tử được phát hành sau khoảng cách ba đến bốn tuần.
- Đào tạo người dùng: người dùng cần một khoảng thời gian để có thể quen với hình thức đọc điện tử mới này.

## Sản phẩm của xuất bản điện tử

### Sách điện tử (Ebooks)
Sách điện tử là phiên bản điện tử của sách được phân phối cho người tiêu dùng ở định dạng kỹ thuật số. Có rất nhiều thiết bị cũng như phần mềm đang được phát triển để hỗ trợ cho việc đọc sách điện tử. Một tiêu chuẩn cho phần mềm ebook, tiếng Anh là OEB (Open-Ebook Standard), đã được phát triển dưới dạng định dạng chuẩn cho sách điện tử.

### Tạp chí điện tử
Tạp chí điện tử là các tạp chí học thuật hoặc tạp chí trí tuệ có thể được truy cập thông qua các phương tiện điện tử, trong đó nhiều sản phẩm là phiên bản điện tử của các tạp chí tồn tại trên báo in có sẵn.

### Nội dung kỹ thuật số
Nội dung kỹ thuật số thường đề cập đến việc phân phối điện tử của tác phẩm có độ dài ngắn hơn sách, tác phẩm phi hư cấu, tài liệu và các thể loại viết khác có độ dài ngắn hơn. Các nhà xuất bản nội dung kỹ thuật số cung cấp các tác phẩm có kích thước ngắn hơn cho người tiêu dùng thông qua tải xuống thiết bị cầm tay và các thiết bị không dây khác. Công nghệ được sử dụng để phân phối nội dung kỹ thuật số bao gồm Adobe PDF, XML, HDML, WAP (Giao thức ứng dụng không dây) và các công nghệ khác. Tính bảo mật của dữ liệu được phân phối là mối quan tâm chính của các nhà xuất bản, họ cần đảm bảo phân phối nội dung kỹ thuật số mà không có nguy cơ bị sao chép tác phẩm.

### Print on demand (POD)
In theo yêu cầu là một phương pháp mới cho phép sách (và nội dung khác) được in theo yêu cầu. Công nghệ này bao gồm các hệ thống in laser phức tạp và văn bản được định dạng điện tử mà máy in có thể đọc được.

### Công nghệ mực (giấy) điện tử (E-ink)[26]
Electronic Ink là một công nghệ trong ngành công nghiệp truyền thông và xuất bản. Mực điện tử có thể được sử dụng để tạo ra một tờ báo hoặc cuốn sách đã được cập nhật. Công nghệ này cũng có thể được sử dụng trên các bảng quảng cáo, quần áo, tường và nhà để cho phép nội dung xuất hiện.

### Xuất bản các trang web
Xuất bản web là một hình thức gắn liền với sự ra đời của các ngôn ngữ lập trình mới. HTML vẫn là ngôn ngữ lập trình web được sử dụng rộng rãi nhất. Hầu như mọi công ty trên thế giới đều có một số loại trang web và hầu hết các công ty truyền thông đều cung cấp một lượng lớn nội dung dựa trên web.